# Spółgłoska zwarta miękkopodniebienna dźwięczna
Spółgłoska zwarta miękkopodniebienna dźwięczna – rodzaj dźwięku spółgłoskowego występujący w językach naturalnych, oznaczany w międzynarodowej transkrypcji fonetycznej IPA symbolem [ɡ].

## Artykulacja

### Opis
W czasie artykulacji tej spółgoski:
- modulowany jest strumień powietrza wydychany z płuc, czyli jest to spółgłoska płucna egresywna
- tylna część podniebienia miękkiego zamyka dostęp do jamy nosowej, jest to spółgłoska ustna
- prąd powietrza w jamie ustnej uchodzi wzdłuż środkowej linii języka – spółgłoska środkowa
- tylna część języka dotyka podniebienia miękkiego – jest to spółgłoska miękkopodniebienna
- dochodzi do całkowitego zablokowania przepływu powietrza przez jamę ustną i nosową, a następnie do przerwania utworzonej blokady i wybuchu (plozji) – jest to spółgłoska zwarta
- wiązadła głosowe periodycznie drgają, spółgłoska ta jest dźwięczna

### Warianty
Opisanej powyżej artykulacji może towarzyszyć dodatkowo:
- wzniesienie środkowej części grzbietu języka w stronę podniebienia twardego, jest to wtedy spółgłoska zmiękczona (spalatalizowana): [ɡʲ]
- przewężenie w gardle, jest to wtedy spółgłoska faryngalizowana: [ɡˤ]
- zaokrąglenie warg, jest to wtedy spółgłoska labializowana: [ɡʷ]

Spółgłoska może być wymówiona:
- z rozwarciem bez plozji, jest to wtedy spółgłoska bez plozji: [ɡ̚].
- * tylko częściowo dźwięcznie, jest to wtedy spółgłoska ubezdźwięczniona: [ɡ̥]
- dysząco dźwięcznie (ang. breathy voice), jest to wtedy spółgłoska przydechowa (dźwięczna): [ɡʱ]

## Przykłady
- w języku polskim: gęsty [ˈɡɛ̃stɨ]
- w języku francuskim: gain [ɡɛ̃] „zarobki”
- w języku niemieckim: Lüge [ˈlyːɡə] „kłamstwo”
- w języku japońskim: ガン (gan) [ɡaɴ] „rak”
- w języku portugalskim: língua [ˈlĩɡwɐ] „język”
- w języku rosyjskim: голова [ɡəɫʌˈva] „głowa”
- w języku włoskim: fegato [ˈfeɡato] „wątroba”